# Wolfram Wagner (Chemieingenieur)
Wolfram Wagner (* 7. Juli 1943 in Stettin) ist ein deutscher Chemieingenieur.

## Leben
Wolfram Wagner studierte Maschinenbau an der Technischen Universität Braunschweig und schloss das Studium 1968 mit dem Diplom-Ingenieur ab. Anschließend war er zunächst bei Brown, Boveri & Cie. tätig, studierte jedoch später erneut in Braunschweig und promovierte schließlich 1972. Ab 1983 leitete er bei der Bayer AG den Fachbereich Technische Verfahrensentwicklung, 1990 übernahm er die Leitung des Bereichs Technische Entwicklung/Angewandte Physik, ehe er ab 2001 für den gesamten Ingenieurbereich des Unternehmens verantwortlich war, der im Jahr darauf in das Tochterunternehmen Bayer Technology Services überführt wurde, das Wagner vom 1. Juli 2002 bis zum 30. Juni 2005 leitete. Von 2000 bis 2005 gehörte er darüber hinaus dem Vorstand der DECHEMA an. 2006 wurde er „für seine herausragenden Verdienste um die Verfahrenstechnik“ mit der DECHEMA-Medaille geehrt.